# James Yorke Bramston

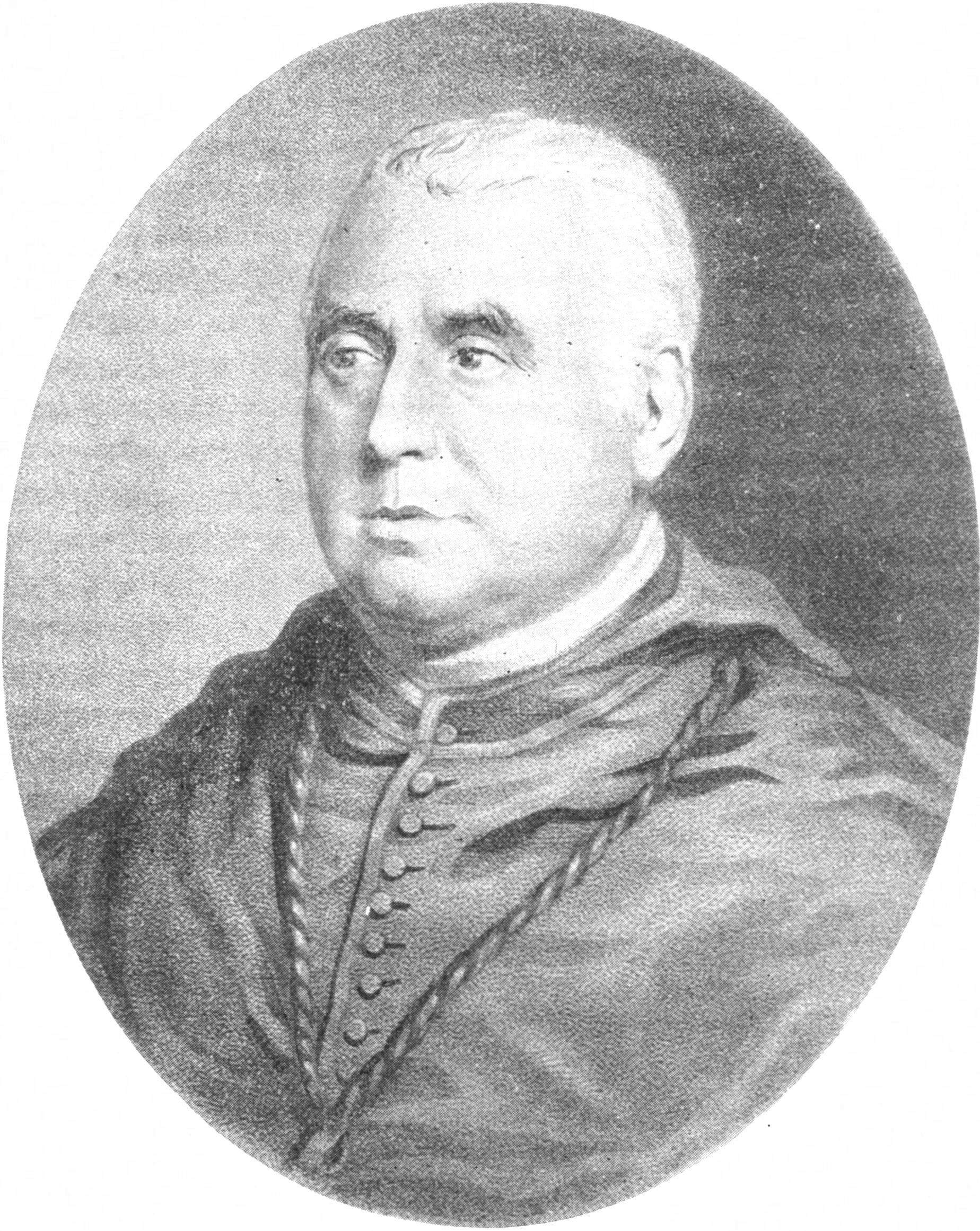
Bischof James Yorke Bramston

James Yorke Bramston (* 15. März 1773 in Oundle, Grafschaft Northamptonshire; † 11. Juli 1836 in Southampton) war ein Konvertit von der anglikanischen zur katholischen Kirche, katholischer Bischof und Apostolischer Vikar von London.

## Leben
James Yorke Bramston, Sohn des Rechtsanwaltes Stephen Bramston, besuchte die Schule seiner Geburtsstadt, dann das Trinity College, Cambridge und studierte schließlich Rechtswissenschaften unter Leitung des bekannten katholischen Juristen Charles Butler (1750–1832). Durch ihn kam er erstmals mit der katholischen Kirche näher in Berührung. In der Nähe von Butlers Wohnhaus befand sich die sardinische Gesandtschaftskapelle, wo James Yorke Bramston bald öfter am Gottesdienst sowie an der Christenlehre teilnahm; 1790 konvertierte er zur katholischen Kirche.
Seine Eltern respektierten den Entschluss, ebenso wie seine Freunde. Bramston wollte sogleich Geistlicher werden, der Vater empfahl ihm jedoch, sich wenigstens ein Jahr lang selbst über die Festigkeit des Entschlusses zu prüfen. Nach Ablauf dieser Zeit trat James Yorke Bramston 1792 in das englische Exil-Seminar zu Lissabon ein; 1796 wurde er hier zum katholischen Priester geweiht. Schon als Seminarist und nun als Priester betreute er in Portugal dort stationierte englische Soldaten. Bei einem Pestausbruch in Lissabon war Bramston in besonderer Weise unter den Kranken tätig.
Nach dem Tod des Vaters kehrte er 1801 in seine englische Heimat zurück. Hier gab es wegen staatlicher Restriktionen damals noch keine reguläre katholische Kirchenhierarchie. Das Land war in provisorische Kirchensprengel aufgeteilt, die von Apostolischen Vikaren im Range von Titularbischöfen geleitet wurden. John Douglass, der damalige Apostolische Vikar des Bezirks London, ernannte James Yorke Bramston 1802 zum Seelsorger von St. George in the Fields, Southwark, damals die ärmste katholische Gemeinde Londons. Sie entwickelte sich später zu einem Zentrum des dortigen Katholizismus und erhielt 1841 eine große Kirche, die heutige St. George’s Cathedral. Hier blieb er bis 1823 tätig, 1812 berief ihn der neue Apostolische Vikar William Poynter  (1762–1827) zusätzlich als seinen Generalvikar. 1815 reisten beide nach Rom und Poynter erbat sich dort Bramston zum Koadjutor.

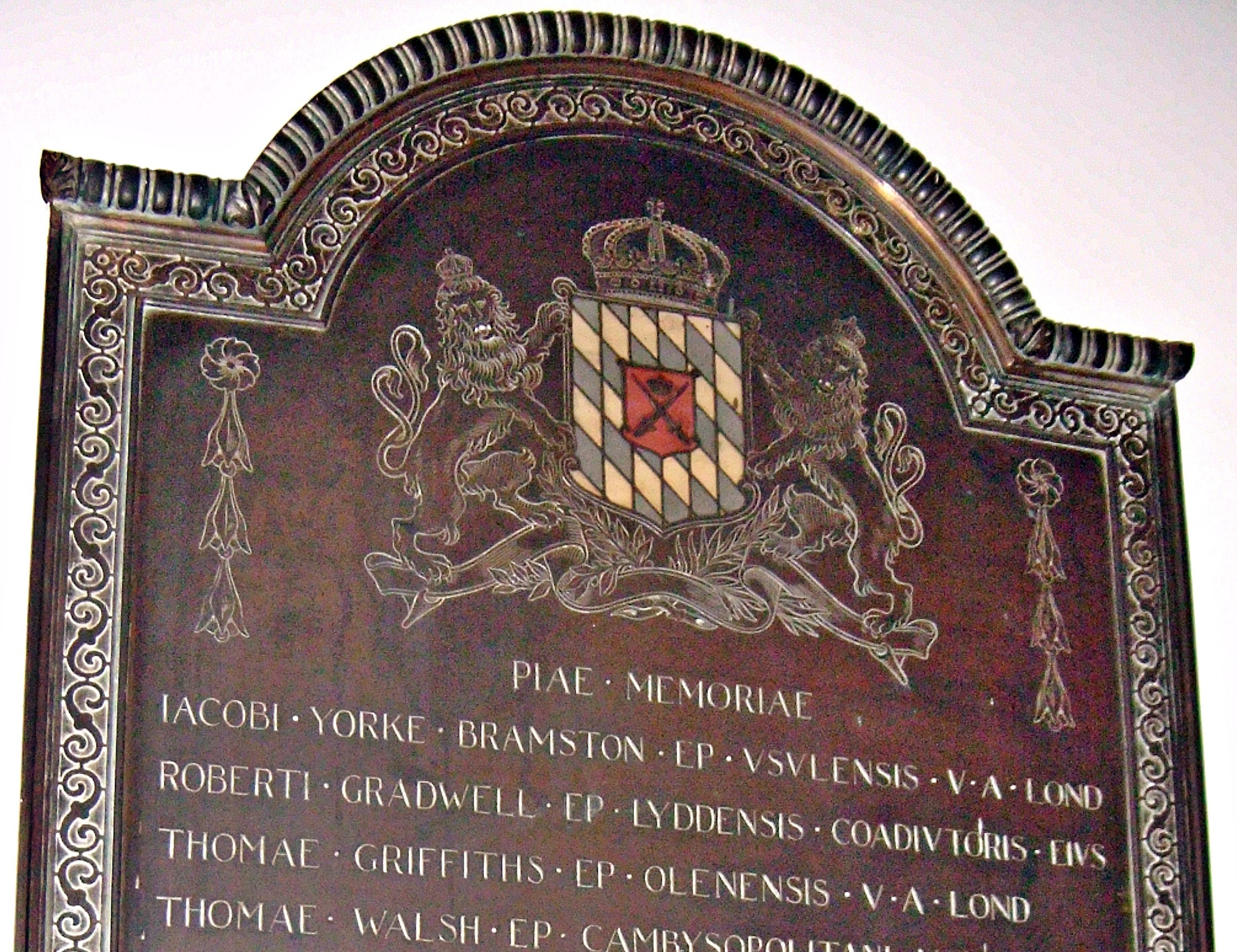
London Warwick Street Church, Gedenktafel an die ehemals hier unter bayerischem Schutz amtierenden Bischöfe (Ausschnitt mit dem Namen von Bischof Bramston)

Am 4. Februar 1823 wurde James Yorke Bramston vom Papst zum Titularbischof von Usula bestimmt und am 29. Juni 1823 von Bischof Poynter im St. Edmund’s College, Hertfordshire zum Bischof geweiht. Mit Poynters Tod übernahm er 1827 dessen Nachfolge als Apostolischer Vikar des Bezirks London. Das Amt wurde 1850, mit der Wiederherstellung der katholischen Hierarchie in England, in das des Erzbischofs von Westminster umgewandelt. Bramston hatte es bis zu seinem Tod, 1836 inne. Während seiner gesamten Amtszeit litt er an einer schwachen Gesundheit und konnte in seinem letzten Lebensjahr nicht mehr gehen. Deshalb nahm er 1828 den etwas jüngeren Robert Gradwell (1777–1833) als Koadjutor an; dieser starb aber noch vor ihm. Ab 1830 lebte James Yorke Bramston im Haus Golden Square Nr. 36, London und nutzte die nahe, unter bayerischem Gesandtschaftsschutz stehende, Warwick Street Church als Bischofskirche. Dort befindet sich noch heute eine Erinnerungstafel mit bayerischem Wappen, auf der er und Bischof Gradwell als hier unter bayerischem Schutz amtierende Bischöfe aufgeführt sind. Anlässlich der ersten Cholera-Epidemie in England (1831) ordnete Bramston öffentliche Gebete in allen ihm unterstehenden Kirchen an.
Bischof Bramston starb 1836 in Southampton, wo er sich zur Erholung aufhielt und wurde in der St. Mary’s Kirche Moorfields beigesetzt. Bei ihrem Abriss (1899) übertrug man seine Gebeine in die St. Edmund’s Church, Ware (Hertfordshire).
Das Standardwerk Dictionary of National Biography hält fest, James Yorke Bramston habe eine gute Beurteilungsgabe, profunde Kenntnisse und eine bemerkenswerte Konversationsfähigkeit besessen, Hauptwesenszug sei jedoch seine große Mildtätigkeit gewesen.